# Idioma limbu
El idioma limbu (del limbu: ᤕᤠᤰᤌᤢᤱ ᤐᤠᤴ ‘yakthuṅ pan’) es un idioma hablado por los nativos de la etnia limbu del oriente de Nepal y nordeste de India (Darjeeling, Kalimpong, Sikkim, Assam y Nagaland). Perteneciente a la familia de las lenguas sino-tibetanas, Bután, Cachemira, el Distrito de Darjeeling en la India, Sikkim y por grupos limbues. El limbu tiene un sistema de escritura propio. Los hablantes de limbu en Nepal son en su inmensa mayoría bilingües. El idioma limbu es uno de los más hablados y escritos en Nepal, Sikkim, donde es la lengua oficial, y otras zonas de la India.
El nombre de limbu es un exónimo de origen incierto. Los limbues se refieren a sí mismos como yakthungba y a su lengua como Yakthung Pan. Al interior de esta lengua existen cuatro dialectos principales Panthare, Phedape, Chatthare y Tambar Khole.  
El dialecto estándar es el Panthare y el Phedape es igualmente hablado y entendido por la mayoría.
El idioma limbu tiene una escritura propia y distinta que constituye una evolución de la escritura tibetana y del sistema de escritura devanagari.
La mayoría de los hablantes de limbu alfabetizados viven en Nepal, allí aparece la mayoría de las publicaciones en ese idioma, usualmente acompañadas de traducciones al nepalí. Desde 1995 se publican diarios y revistas en limbu. También son publicados textos literarios en este idioma.

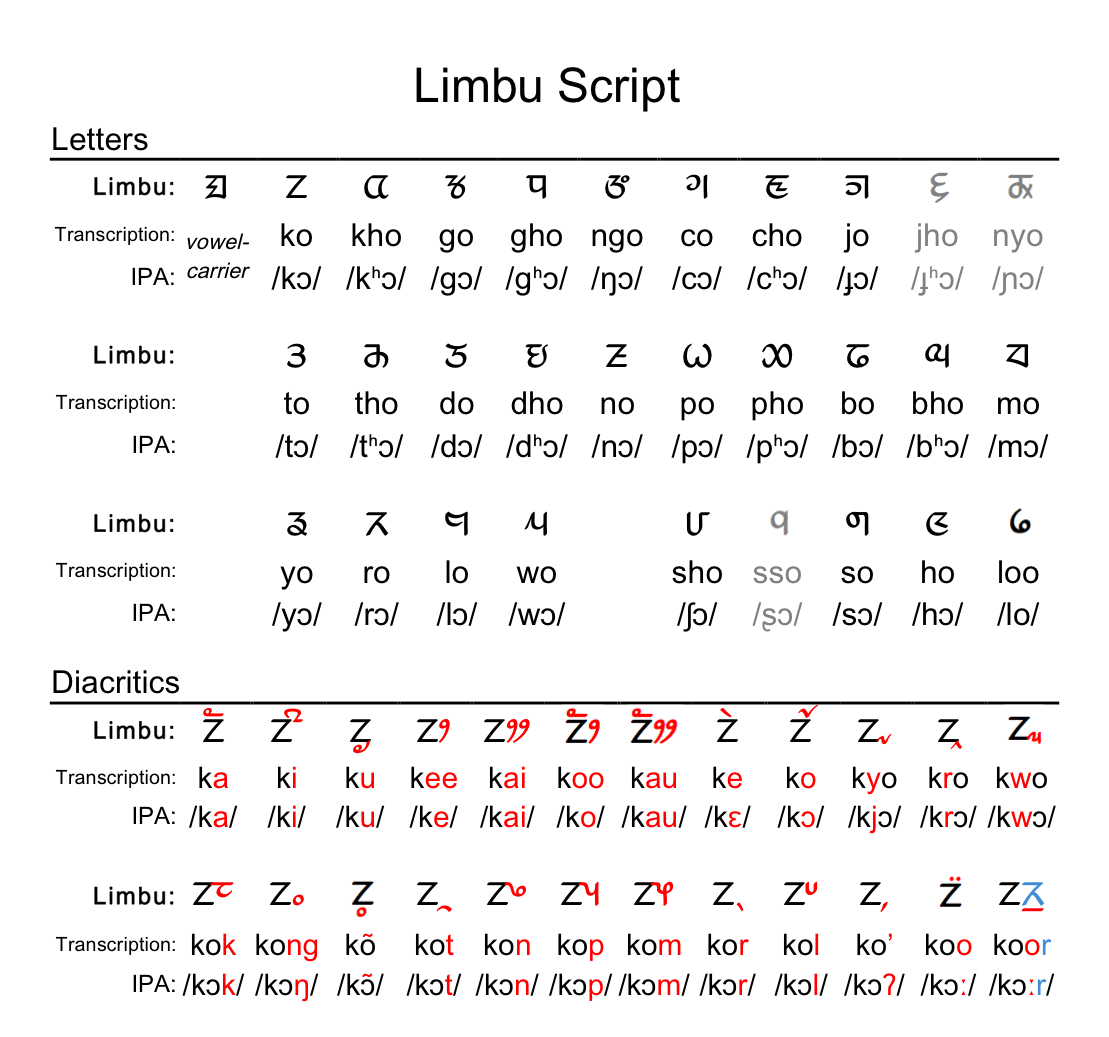
Escritura Limbu. Las letras grises están obsoletas.

Antes de la introducción de la escritura sirijonga entre los kiratas, la escritura Rong era popular en la parte este de Nepal, especialmente en los orígenes del distrito Morang. La escritura sijonga había estado en desuso cerca de 800 años y volvió a emplearse de nuevo por Te-ongsi Sirijunga Xin Thebe.